# Butterscotch

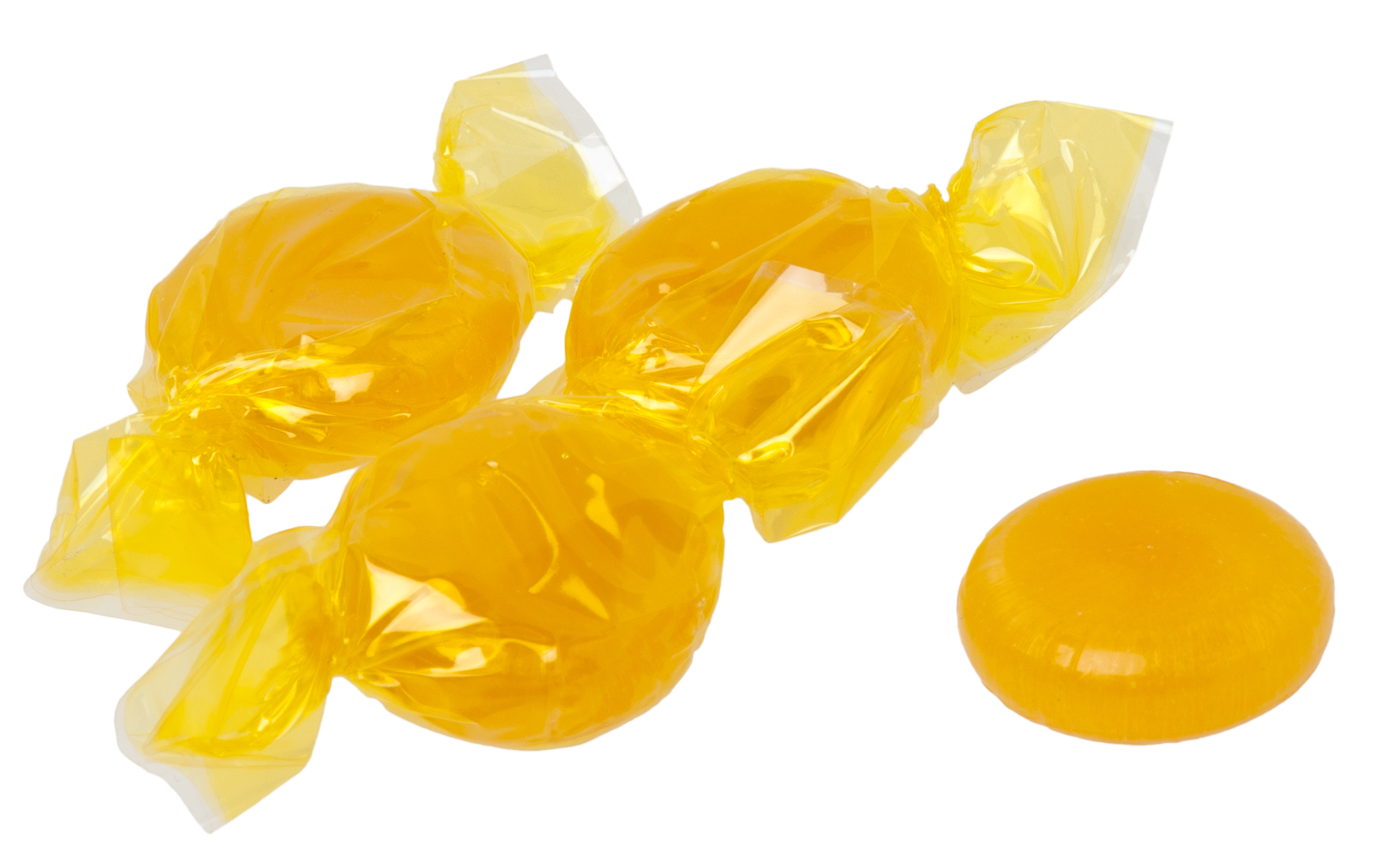
Caramels de Butterscotch

Butterscotch és un tipus de llaminadura elaborada amb sucre morè i mantega. Altres ingredients inclosos són xarop de blat de moro, crema, vainilla i Sal comuna. Els ingredients del butterscotch són similars al del toffee. Se sol elaborar en forma de salsa de postres en els gelats (elaboració de sundaes), hi ha receptes per elaborar cremes, butterscotch púding, etc. En moltes receptes de rebosteria s'usa el terme butterscotch per indicar un sabor que sigui barreja de sucre i mantega. Els historiadors no han trobat encara els vertaders orígens del butterscotch. Una explicació és el significat "to cut or score" (tallar) per a la paraula "scotch", indicant que es talla en petits trossos (o és "scotched") abans de ser elaborat. És possible que la paraula "scotch" sigui part de la paraula derivada "Scorch". No obstant això la primera referència existent del butterscotch procedeix de la localitat de Doncaster, a Anglaterra, lloc on Samuel Parkinson va començar a elaborar caramels l'any 1848.